# 레슬링 옵저버 뉴스레터 명예의 전당
레슬링 옵저버 뉴스레터 명예의 전당(Wrestling Observer Newsletter Hall of Fame)은 레슬링 옵저버 주최로 1996년부터 개최된 행사이다.

## 레슬링 옵저버 뉴스레터 명예의 전당 멤버

### 역대 헌액자
- 압듈라 더 부처 (래리 슈레브) (1996년)
- 패로 아콰요 (패드로 아콰요 데미안) (1996년)
- 앙드레 더 자이언트 (앙드레 루지모프) (1996년)
- 브렛 어시라티 (1996년)
- 쇼헤이 바바 (1996년)
- 짐 바넷 (1996년)
- 레드 베리 (랄프 베리) (1996년)
- 더 디스트로이어 (딕 베이어) (1996년)
- 프레디 블레시 (1996년)
- 블루 데몬 (알렉산더 무노즈 모레너) (1996년)
- 닉 복윙클 (1996년)
- 폴 보이스치 (1996년)
- 보보 브라질 (휴스턴 헤리스) (1996년)
- 잭 브리스코 (프레드 조 브리스코) (1996년)
- 브루저 브로디 (프랭크 갓디쉬) (1996년)
- 밀드레드 버크 (밀드레드 브리스) (1996년)
- 엘 카넥 (1996년)
- 니그로 카사르 (호세 카사스 루이즈) (1996년)
- 리키 초슈 (미츠오 요시다) (1996년)
- 짐 코넷 (1996년)
- 더 크러셔 (레지널드 리소우스키) (1996년)
- 테디 디비아시 (1996년)
- 딕 더 브루져 (윌리엄 리쳐드 아피리스) (1996년)
- 알폰소 단테스 (호세 루이즈 아메쿠아 디아즈) (1996년)
- 더 더섹 패밀리 (더 하슨 패밀리) (1996년)
- 다이아몬드 키드 (톰 빌링턴) (1996년)
- 패뷸러스 캥거루스 (알 코스텔로 , 로이 허퍼넌 , 돈 켄트) (지아코마 코스타 , 로렌스 로이 허퍼넌 , 리오 스미스 주니어) (1996년)
- 재키 파고 (핸리 패거트) (1996년)
- 릭 플레어 (리처드 모건 플레어) (1996년)
- 타츠미 후지나미 (1996년)
- 도리 펑크 (1996년)
- 도리 펑크 주니어 (1996년)
- 테리 펑크 (1996년)
- 버니 게그네 (1996년)
- 카버네리오 겔린도 (도돌포 겔린도 라미레즈) (1996년)
- 에드 돈 조지 (1996년)
- 프랭크 고치 (1996년)
- 칼 고치 (칼 이스타즈) (1996년)
- 빌리 그라함 (웨인 콜먼) (1996년)
- 에디 그라함 (에드워드 고셋) (1996년)
- 르네 구아자도 (1996년)
- 고리 게레로 (살버도 게레로 퀘사다) (1996년)
- 조즈 핵캔스치미드 (1996년)
- 스탠 한슨 (존 스탠리 한슨) (1996년)
- 브렛 하트 (1996년)
- 스튜 하트 (1996년)
- 바비 히낸 (레이몬드 루이스 히낸) (1996년)
- 대니 호지 (1996년)
- 헐크 호건 (테렌스 진 볼리아) (1996년)
- 안토니오 이노키 (켄지 이노키) (1996년)
- 라요 드 잘리스코 주니어 (멕시모 리나레스 모레노) (1996년)
- 톰 젠킨스 (1996년)
- 돈 레오 조나단 (돈 히아턴) (1996년)
- 진 키니스키 (1996년)
- 프레드 콜러 (프레크 코크) (1996년)
- 킬러 코왈스키 (에드워드 월터 스플니크) (1996년)
- 어니 라드 (1996년)
- 딕 레인 (1996년)
- 제리 롤러 (1996년)
- 에드 루이스 (1996년)
- 짐 론도스 (크리스 씨오펠로스) (1996년)
- 살바도 루로스 (살바도 루로스 곤잘레스) (1996년)
- 아키라 메다 (1996년)
- 데빌 마사미 (마사미 요시다) (1996년)
- 밀 마스카라스 (애런 로드리게스) (1996년)
- 덤프 마츠모토 (카오루 마츠모토) (1996년)
- 얼 맥크리디 (1996년)
- 레로이 맥궈크 (1996년)
- 빈센트 제시 맥맨 (빈스 맥맨 시니어) (1996년)
- 빈센트 케네디 맥맨 (빈스 맥맨 주니어) (1996년)
- 대니 맥셰인 (1996년)
- 레이 멘도자 (호세 디아즈) (1996년)
- 미츠하르 미사와 (1996년)
- 조 몬도트 (1996년)
- 샘 머치닉 (1996년)
- 브롱코 나구스키 (브로니슬라우 나구스키) (1996년)
- 팻 오' 코너 (1996년)
- 아스시 오니타 (1996년)
- 팻 패터슨 (피에르 클레몬트) (1996년)
- 안토니오 패나 (안토니오 패나 헤라다) (1996년)
- 존 패색 (1996년)
- 라디 파이퍼 (로데릭 톰브스) (1996년)
- 할리 레이스 (1996년)
- 더스티 로즈 (버질 러널즈 주니어) (1996년)
- 리키도잔 (김신낙) (1996년)
- 로드 워리어즈 (호크 & 애니멀) (마이클 헥스트랜드 & 죠셉 라우리나이티스) (1996년)
- 본 로버트 (1996년)
- 빌리 로빈슨 (1996년)
- 안토니오 로카 (안토니오 비아세턴) (1996년)
- 버디 로저스 (허먼 로드) (1996년)
- 랜스 러셀 (1996년)
- 브루노 삼마티노 (1996년)
- 빌리 샌도우 (1996년)
- 엘 산토 (로돌포 거즈먼 후에르타) (1996년)
- 재키 사토 (나코 사토) (1996년)
- 랜디 세비지 (랜디 포포) (1996년)
- 더 쉬크 (애드 파핫) (1996년)
- 히사시 신마 (1996년)
- 다라 씽 (다라 씽 랜드하와) (1996년)
- 고던 솔리 (프랭시스 조날드 라비악) (1996년)
- 엘 솔리타리오 (로버토 곤잘레즈 크루즈) (1996년)
- 리키 스팀보트 (리쳐드 헨리 블러드) (1996년)
- 조 스테쳐 (1996년)
- 토니 스테쳐 (앤톤 찰스 스테쳐) (1996년)
- 레이 스틸 (피터 소어) (1996년)
- 레이 스티븐스 (1996년)
- 노부히코 타카다 (1996년)
- 제네시로 텐류 (제네시러 시마다) (1996년)
- 루테즈 (알로이시우스 마르티즈 테즈) (1996년)
- 사토루 사야마 (1996년)
- 점보 츠루타 (토모니 츠루타) (1996년)
- 프랭크 터니 (1996년)
- 마우리스 배컨 (1996년)
- 빅 밴 베이더 (레온 화이트) (1996년)
- 쟈니 발렌타인 (조나단 위스니스키) (1996년)
- 프리츠 본 에릭 (잭 애드키슨) (1996년)
- 위스퍼 빌리 왓슨 (1996년)
- 빌 와츠 (1996년)
- 재규어 요코타 (리미 요코타) (1996년)
- 스태니스라우스 즈비스코 (1996년)
- 에도우아드 카팬티어 (에도우아드 위어코위츠) (1997년)
- 엘 히조 델 산토 (조지 구즈먼) (1997년)
- 토시아키 카와다 (1997년)
- 지미 레넌 (1997년)
- 윌리엄 멀던 (1997년)
- 치쿠사 나가요 (1997년)
- 도스 카라스 (1998년)
- 라이오니스 아스카 (토모코 키타무라) (1999년)
- 쥬신 라이거 (케이치 야마다) (1999년)
- 짐 로스 (1999년)
- 스톤콜드 스티브 오스틴 (스티브 윌리엄스) (2000년)
- 믹 폴리 (2000년)
- 신야 하시모토 (2000년)
- 아키라 호쿠토 (히사코 우노 사사키) (2000년)
- 빌 랭선 (2000년)
- 프랭크 섹스턴 (2000년)
- 산도르 스자보 (2000년)
- 블랙 셰도우 (알레한드로 크루즈 오티즈) (2001년)
- 디아블로 벨라스코 (쿠아후테모크 벨라스코) (2001년)
- 리즈마크 (2001년)
- 불 나카노 (케이코 나카노) (2001년)
- 엘 산타니코 (다니엘 로페즈) (2001년)
- 마틴 번즈 (2002년)
- 잭 컬리 (잭퀘스 아르만드 스쿠엘) (2002년)
- 켄타 코바시 (2002년)
- 와후 멕다니엘 (에드워드 멕나디엘) (2002년)
- 마나미 토요타 (2002년)
- 크리스 벤와 (2003년)
- 얼 캐덕 (2003년)
- 프란시스코 폴레스 (2003년)
- 숀 마이클스 (마이클 히켄바텀) (2003년)
- 커트 앵글 (2004년)
- 밥 백런드 (2004년)
- 마사히로 코노 (2004년)
- 타잔 로페즈 (칼로스 로페즈 토버) (2004년)
- 카즈시 사쿠라바 (2004년)
- 얼티모 드래곤 (요시히로 아사이) (2004년)
- 언더테이커 (마크 컬러웨이) (2004년)
- 더 패뷸러스 프리버즈 (마이클 헤이즈 , 테리 고디 , 버디 로버츠) (마이클 세이츠 , 테리 고디 , 델 헤이) (2005년)
- 폴 헤이먼 (2005년)
- 트리플 H (폴 마이클 레베스큐) (2005년)
- 에디 게레로 (2006년)
- 히로시 하세 (2006년)
- 마사카츠 후나키 (2006년)
- 아자 콩 (에리카 시시도) (2006년)
- 더락 (드웨인 존슨) (2007년)
- 에반 루이스 (2007년)
- 톰 팩스 (2007년)
- 파코 알론소 (프란시스코 알론소) (2008년)
- 마틴 캐러다지안 (2008년)
- 코난 (찰스 애쉬노프) (2009년)
- 에버렛 마셸 (2009년)
- 미드나잇 익스프레스 (바비 애턴 , 스탠 레인 , 데니스 콘드레이) (2009년)
- 빌 밀러 (2009년)
- 마사 사이토 (2009년)
- 로이 쉬어 (2009년)
- 크리스 제리코 (크리스토퍼 아이르빈) (2010년)
- 레이 미스테리오 (오스카 구티에레즈) (2010년)
- 윌라덱 즈비스코 (윌라덱 사이가니에위츠) (2010년)

## 같이 보기
- 프로레슬링